# Domingo Viladomat
Domingo Viladomat Pancorbo (Madrid, 1913 - Polop de la Marina, Alicante, 13 de septiembre de 1994) fue un pintor, escenógrafo, ilustrador y director, guionista y productor de documentales y largometrajes.

## Biografía
Uno de sus ascendientes fue Antonio Viladomat Manalt (1678-1755), gran pintor catalán del barroco, considerado "el Velázquez de Cataluña". Inspirado por este ejemplo estudió en la Academia de Bellas Artes de San Fernando y fue después pensionado en la Escuela de Pintores del Paular.
Sin embargo, sus inquietudes le hicieron explorar otros territorios como la escenografía, la ilustración y la dirección de cine. Expuso en España y el extranjero, en instituciones públicas y privadas, y obtuvo siempre un gran éxito no solo de público, sino también entre la crítica especializada. Creó la primera revista de arte en color, Arte y Hogar. Recibió varios premios, por ejemplo, el primer premio de pintura decorativa de la Real Academia de Bellas Artes de San Fernando. 
Se le deben unos ciento cincuenta óleos, que nunca fechaba. Su pintura es fundamentalmente realista, pero con tono poético, místico; extrae el simbolismo de la naturaleza y los personajes para plasmarlo en el lienzo; Mabel Amado habla incluso de realismo mágico; usa colores brillantes y la luz domina todas sus composiciones. Pintó paisajes de la costa mediterránea y también fueron célebres sus bodegones con los productos frescos de sus huertas. Pintó catedrales sumergidas, vistas urbanas, olivos... Dos de sus obras más emblemáticas son el retrato oficial de Juan Carlos I y el Cristo de los Cardos que presidió la boda del Príncipe de Asturias en la catedral de la Almudena de Madrid.
Como director de cine debutó con el documental Hombres ibéricos (1946). Después filmó Dos mujeres en la niebla (1947), Gayarre (1959), protagonizada por el tenor Alfredo Kraus, Fiesta Brava ("Toro bravo") (1960) codirigida por Vittorio Cottafavi y Perro golfo (1963). Un caso especial fue Cerca del cielo (1951), encargada por Acción Católica y codirigida con Mariano Pombo. Está ambientada durante la Guerra civil española (1936-1939) y narra el proceso y la ejecución el 7 de febrero de 1939 del obispo de la diócesis de Teruel Anselmo Polanco Fontecha, proclamado mártir y beato por Juan Pablo II en 1995, uno de los trece obispos que fueron perseguidos y asesinados en la zona republicana.
Se casó con Alicia Martínez Valderrama, hija de Pilar de Valderrama, la "Guiomar" de los versos de Antonio Machado, y de Rafael Martínez Romarate. El artista Victorio Macho estaba casado con María Soledad Martínez Romarate, una hermana de Rafael.
La suegra de Domingo, Pilar de Valderrama, lo introdujo en la poesía de Machado y el mundo teatral, para el que realizó numerosas escenografías. Intervino así en la creación del primer teatro de cámara, el Teatro Fantasio en su propia casa del Paseo de Rosales de 1929 a 1930. Fue un amigo personal del escritor y premio Nobel de literatura Camilo José Cela. Sus achaques de salud lo obligaron a dejar el cine y a volcarse definitivamente en la pintura. Adquirió una casa en Polop de la Marina (Alicante) y allí instaló su nuevo estudio. Falleció en tal lugar el 13 de septiembre de 1994.

## Filmografía
- Director de segunda unidad, no acreditado, de El destino se disculpa (1945), dirigida por José Luis Sáenz de Heredia, adaptación del relato "El fantasma" de Wenceslao Fernández Flórez.
- Hombres ibéricos (1946), cortometraje documental.
- Baile y romances de España (1947), cortometraje documental
- Dos mujeres en la niebla (1947)
- Codirigida con Mariano Pombo, Cerca del cielo (1951)
- Hermano menor (1953)
- Astas y garrochas (1955), cortometraje documental.
- Llegaron siete muchachas (1957)
- Gayarre (1959), biopic.
- Codirigida con Vittorio Cottafavi, Toro bravo (1960)
- Codirigido con Justo de la Cueva, Olimpíada (1961), mediometraje documental sobre la  Olimpíada del trabajo de la Obra Sindical celebrada en 1961.
- Perro golfo (1963), comedia.